# Сандулесу Лілія Василівна
Лі́лія Васи́лівна Сандуле́су (Сандуле́са) (нар. 28 лютого 1958, с. Маршинці, Новоселицький район, Чернівецька область) — українська співачка. Народна артистка України.

## Основні етапи творчої біографії
- На професійній сцені почала співати в 1977 в чернівецькому філармонійному ВІА «Жива вода».
- Через три роки, в 1980 разом з Олександром Сєровим перейшла у волинську філармонію (ВІА «Світязь», «Серпанки»), але через рік їхні шляхи розійшлися.
- Влітку 1982 року на Всеросійському конкурсі виконавців у Сочі Сандулесу була третьою, та вже у вересні 1982 вона перемогла на конкурсі артистів естради України в Чернівцях (випередивши сестер Ротару, Олександра Сєрова, Віталія Білоножка і Павла Дворського).

- В 1984 році Сандулесу запросили до Київського мюзик-холу, де у неї з'явилася можливість регулярно записуватися на радіо (згодом її прізвище почало вимовлятися українською мовою — Сандулеса).
- В 1985 році вона з піснею Володимира Бистрякова «Гончарный круг» пройшла до фіналу всесоюзного телефестивалю «Пісня року»; фірма «Мелодія» випустила її міньйон «Спочатку ти».
- В 1988-му повернулася на Буковину співати з власним гуртом «Селена».
- В 1990-му вона повертається до столиці — в театр «Етюд».
- В 1992 об'єднується в дуеті з Іво Бобулом. Найвідомішими спільними піснями стали «А липи цвітуть» та «Берег любові». Дует багато виступає за кордоном, де й виходить їхній компакт «Берег любові». Згодом у репертуарі Сандулеси з'явилися драматичні пісні — «Несу свій хрест», «Зраджене кохання».
- Після десяти років спільного творчого, а потім і сімейного життя Сандулеса розлучилася з Іво Бобулом.
- У 2004 році вийшов її сольний компакт «Співає Лілія Сандулеса». На початку 2006-го повернулася до Чернівців.

## Особисте життя
- У шлюбі з першим чоловіком народився син Іван.
- Під час роботи у Чернівецькій та Волинській філармонії перебувала у стосунках з Олександром Сєровим[1].
- У 2002 році розлучилася з Іво Бобулом[2]. Офіційно пара розірвала стосунки через 10 років[3][4].

## Державні відзнаки
- Почесне звання заслужений артист України (1987).
- Почесне звання народний артист України (1996).

## Цікаві факти
Односелиця Софії Ротару. Член Радикальної партії Олега Ляшка.

## Пісні
- Стожари (П. Дворський—В. Кудрявцев)
- Гончарный круг (В. Бистряков—А. Поперечний)
- Я хочу бути щасливою (В. Домшинський — Вадим Крищенко)
- Несу свій хрест (С. Галябарда — О. Гавриш)
- Білі нарциси (Крищенко Вадим Дмитрович - Татарченко Геннадій Петрович)
- Берег любові (Крищенко Вадим Дмитрович - Татарченко Геннадій Петрович) (у дуеті з Іво Бобул)
- Luna, luna (Суручану Іон Андрійович - Я. Райбург)